# Tess Voshart
Tess Voshart (Burgh-Haamstede, 5 december 2002) is een Nederlands korfbalster.

## Spelerscarrière
Voshart komt uit een korfbalfamilie; haar vader Dennis Voshart en moeder Jiska Brandt zijn allebei voormalig topkorfballers. Ze begon met korfbal bij DeetosSnel uit Dordrecht. Hier doorliep ze de jeugdteams tot en met de C-jeugd. Voor de B-jeugd besloot Voshart over te stappen naar Fortis, maar na twee jaar bij Fortis besloot Voshart terug te keren naar DeetosSnel. Daar kwam ze in de A-jeugd terecht. In 2018 werd Voshart, op 16-jarige leeftijd, toegevoegd aan de hoofdmacht van DeetosSnel en sinds 2019 was ze basisspeler.
In 2021 maakte Voshart de overstap naar de Belgische club Boeckenberg. In het Belgische zaalseizoen 2022-2023 wist Voshart met haar team de finale tegen Borgerhout te winnen met 24-15. Dit was de eerste korfbaltitel voor Voshart.

## Erelijst
- Belgisch kampioen zaalkorfbal 2x, (2023, 2025)
- Beker van België, 1x (2025)